# Marita Petersen
Marita Petersen (21. oktober 1940 i Vágur – 26. august 2001 i Tórshavn) var i tiden fra 1993-1994 den første kvindelige lagmand på Færøerne. Hendes hjem var præget af kulturelle og politiske traditioner.

## Karriere
Marita kom fra et hjem, hvor begge forældrene var lærere, mens både faderen og to brødre var politisk aktive. Hun giftede sig med advokaten Kári Dalsgaard Petersen i 1962. Hun tog lærereksamen ved Hellerup Seminarium i 1964, og uddannede sig videre i pædagogik ved Danmarks Lærerhøjskole i 1980. Fra 1980 til 1984 var hun formand for Færøernes lærerforening (Føroya Lærarafelag).
Hun arbejdede som lærer frem til 1989, da hun blev undervisningsleder i det færøske undervisningsdiktorat (Landsskúlafyrisitingin).

### Minister
Fra 15. januar 1991 til 18. januar 1993 var Marita Petersen minister under lagmand Atli Dam, med skole-, kultur- og justits som ansvarsområde. Hun blev kendt for at reformere ungdomsuddannelserne. Hun var også med til at gennemføre en liberalisering i alkohollovgivningen i sin ministerperiode.

### Lagmand
Hendes periode som lagmand fra januar 1993 til september 1994 var en af de mest turbulente perioder i Færøernes historie, hvor hele finanssektoren og erhvervsstrukturen var ved at bryde sammen. I 1993 blev Marita Petersen formand for Javnaðarflokkurin. Internt arbejdede hun for et udbygget demokrati og fornyelse af partiets program. Hun lagde vægt på at aktivere kvinderne og skabte et kvindeligt netværk.
Hun var fra 1994-1996 formand for Lagtingets præsidium. Fra 1998 trådte hun ud af færøsk politik og koncentrerede sig om arbejdet med at opbygge det specialpædagogiske center, som hun kort forinden var blevet leder af.
Hun døde af kræft i 2001.